# Syntomacris tripunctata
Syntomacris tripunctata är en insektsart som först beskrevs av Rehn, J.A.G. 1916.  Syntomacris tripunctata ingår i släktet Syntomacris och familjen gräshoppor. Inga underarter finns listade i Catalogue of Life.